# Eduard Lambert
Eduard Lambert (* 19. Jahrhundert; † 5. April oder 6. April 1896 in Gobabis, Deutsch-Südwestafrika) war der dritte und letzte Kaptein der Lambert-Orlam (Kaiǀkhauan), eines Clans der Orlam-Nama, im heutigen Namibia.
Er übernahm das Amt des Kaptein 1894 nach der Hinrichtung seines Bruders Andreas Lambert durch Theodor Leutwein. Lambert schloss sich 1896 Kahimemua Nguvauva dem Anführer der Ovambanderu im Kampf gegen die Schutztruppe für Deutsch-Südwestafrika, unterstützt von den Witboois, an. Lambert fiel im Kampf in Gobabis. Dies bedeutete das Ende des Clans.

## Anmerkung
1. ↑  Anmerkung: Dieser Artikel enthält Schriftzeichen aus dem Alphabet der im südlichen Afrika gesprochenen Khoisansprachen. Die Darstellung enthält Zeichen der Klicklautbuchstaben ǀ, ǁ, ǂ und ǃ. Nähere Informationen zur Aussprache langer oder nasaler Vokale oder bestimmter Klicklaute finden sich z. B. unter Khoekhoegowab.